# 윌마르 롤단
윌마르 알렉산데르 롤단 페레스(스페인어: Wilmar Alexander Roldán Pérez, 1980년 1월 24일 ~ )는 콜롬비아의 축구 심판이다.

## 심판 경력
2003년부터 자국 내 경기의 심판을 맡았으며, 2008년에 국제축구연맹으로부터 국제 심판 자격을 취득했다. 2014년 FIFA 월드컵에서 멕시코와 카메룬, 대한민국과 알제리의 조별 예선 두 경기의 주심을 맡기도 하였다.

### FIFA 월드컵
2014년 FIFA 월드컵
- 2014년 6월 13일:  멕시코 -  카메룬 (A조)
- 2014년 6월 22일:  대한민국 -  알제리 (H조)

2018년 FIFA 월드컵
- 2018년 6월 18일:  튀니지 -  잉글랜드 (G조)
- 2018년 6월 25일:  사우디아라비아 -  이집트 (A조)

### 올림픽
2012년 하계 올림픽 축구 남자
- 2012년 7월 26일:  가봉 -  체코슬로바키아 (B조)
- 2012년 8월 4일:  영국 -  대한민국 (8강전)

### 코파 아메리카
2015년 코파 아메리카
- 2015년 6월 13일:  아르헨티나 -  파라과이 (B조)
- 2015년 6월 25일:  볼리비아 -  페루 (8강전)
- 2015년 7월 4일:  칠레 -  아르헨티나 (결승전)

코파 아메리카 센테나리오
- 2016년 6월 8일:  에콰도르 -  페루 (B조)
- 2016년 6월 16일:  미국 -  에콰도르 (8강전)

2019년 코파 아메리카
- 2019년 6월 15일:  베네수엘라 -  페루 (A조)